# Lace and Whiskey
Lace and Whiskey — десятый студийный и третий сольный альбом американского рок-певца Элиса Купера, выпущенный в 1977 году.

## Об альбоме
В 1977 г после двух сюжетных альбомов Элис Купер выпускают обычный альбом, без всяких сюжетных сцен. Смысл главной песни может стать лейтмотивом альбома: находясь на пике популярности Эл теряет интерес ко всему и в руках оказывается бутылка виски (такое состояние души). Обычный, но разнообразный материал выполнен в едином духе.
Сам Фрэнк Синатра исполнял кавер баллады «You & Me». Хард роком уверенно можно назвать две вещи из альбома — «Road Rats» и «It’s Hot Tonight». Большинство песен являются уже смягчённым хардом. Есть и пародия на Элвиса Пресли в песне «Ubangi Stomp» и сатирическая «King Of The Silver Screen», где Эл высмеивает многих телевизионных звёзд и домохозяек. Не лучший, но и далеко не плохой диск.
Maurice Escargot — комический, вымышленный французский детектив, как и инспектор Clouseau, о котором Элис когда-то планировал написать новеллу. Морис есть на обложке альбома Lace & Whiskey и она появлялась в шоу 1977 года.
На пластинке Питера Гэйбриэла 77 года играла та же группа, что и на альбоме Элиса Lace & Whiskey — Дик Вагнер, Стив Хантер, Джозеф Чировски, Тони Левин, а запись велась в той же самой студии: Soundstage, Торонто. Диск также продюсировал Боб Эзрин.
К турне Lace & Whiskey был подготовлен буклет в бумажной упаковке, как книга на обложке альбома. Внутри краткая история альбомов Элиса, дискография с комментариями к каждому из дисков, и история, кто есть кто в войне банд. Остальное содержание книги представляло собой ежемесячник на 1977 г. Был также рекламный поп пистолет и футболка, пробитая пулей.
Половина альбома издавалась под названием A Man Called Alice. На второй стороне диска была половина пластинки Muscle Of Love.
Песню You And Me исполнял Фрэнк Синатра на своем шоу на сцене Голливуд-боул. Песню Ubangi Stomp в оригинале исполнял Warren Smith. Легенда гласит, что это была первая пластинка купленная Элисом.
В апреле 1977 года было снято рекламное видеоролика к песне You & Me.
Элис об альбоме:
«Lace and Whiskey — был откровенным признанием собственного алкоголизма и голливудского разгула. Песня You And Me стала хитом первой 20-ки, а это была баллада. Элис стал мягче? Местами, хорошая меланхолия, но все ещё хард рокер. Послушайте It’s Hot Tonight и Road Rats, определённо, не мягкие песни. Road Rats конечно же была инспирирована кинофильмом Roadie (12 номинаций киноакадемии!). Я никогда до конца не понимал этот альбом. Я не понимаю большинства своих альбомов».
(No More) Love At Your Convenience — "Действительно, это моя самая ненавистная песня. Я просто ненавижу её!!!! Потому что в то время я очень сильно пил, и был просто разбит, и каким-то образом Боб Эзрин впихнул эту песню, я спел её и даже не помню, как я работал над ней! Потом, я услышал эту вещь на своей пластинке и подумал: «Разве это я?! Как я осмелился написать танцевальную песню!»
It’s Hot Tonight — «Очень тяжёлые гитары но с настоящим грувом. Думаю, что именно по этой причине The Beastie Boys семплировали риф для одной из своих песен».
Road Rats — «Дань уважения моим дорожным командам., превратившимся в особое племя роуди, которое жило в дороге от одного турне до другого и даже не желало возвращаться домой».
You And Me — «Здесь я раскрываю свою романтическую сторону, которую обычно я постоянно скрывал. Фрэнк Синатра как-то спел эту песню во время выступления на стадионе The Hollywood Bowl. За кулисами, он подошёл ко мне и сказал: „Продолжай писать такие песни, парень, — а я буду продолжать их петь!“. Ух ты!»
Дик Вагнер о альбоме: «Альбом Lace and Whiskey более или менее был записан при стесненных обстоятельствах и пострадал от небрежной манеры написания песен. Я, Элис и Эзрин, мы все страдали от злоупотребления различными субстанциями и это отразилось на качестве этой записи и последующих гастролях, когда в шоу были задействованы цыплята танцующие с пулеметами на сцене, что тогда для меня это было как-то аляповато и по-детски».
You And Me — «Конечно, я взял припев из песни Love At Your Convenience, и сочинил новую песню на месте в студии, следующий кандидат на Топ 10 синглов».

## Список композиций
1. It’s Hot Tonight — 3:20 (Cooper/Wagner/Ezrin)
2. Lace And Whiskey — 3:15 (Cooper/Wagner/Ezrin)
3. Road Rats — 4:54 (Cooper/Wagner/Ezrin)
4. Damned If You Do — 3:13 (Cooper/Wagner/Ezrin)
5. You And Me — 5:11 (Cooper/Wagner)
6. King Of the Silver Screen — 5:35 (Cooper/Wagner/Ezrin)
7. Ubangi Stomp — 2:12 (Chas. Underwood)
8. (No More) Love At Your Convenience — 3:49 (Cooper/Wagner/Ezrin)
9. I Never Wrote Those Songs — 4:34 (Cooper/Wagner/Ezrin)
10. My God — 5:42 (Cooper/Wagner/Ezrin)

## Участники записи
- Alice Cooper — вокалы
- Dick Wagner — гитара и вокалы
- Steve Hunter — гитары
- Prakash John — бас на треке 3
- Tony Levin — бас на треках 2,4,7
- Bob Babbitt — бас
- Allan Schwartzberg — барабаны
- Jim Maelen — перкуссия, вокалы
- Bob Ezrin — клавиши, вокалы
- Jim Gordon — барабаны на треках 3,4,5
- Al MacMillan — пианино на треке 4
- Jozef Chirowski — клавиши
- Al Kooper — пианино на треке 4
- Ernie Watts — тенор саксофон и кларнет
- Venetta Fields, Julia Tillman, Lorna Willard — вокалы на треке 3
- Douglas Neslund и Калифорнийский хор мальчиков — вокалы на треке 3

другое
- Спродюсировано — Bob Ezrin
- Аранжировки — Bob Ezrin и Al Macmillan.
- Записано — Brian Christian с помощью Robert Hrycyna, Jim Frank, Tony D’amico,John Jansen, Robert Stasiak, Galen Senegles, Rick Hart, Colonel Tubby
- Записано на студиях Soundstage, Торонто, Cherokee, Лос-Анджелес, Record Plant, Нью-Йорк, RCA, Лос-Анджелес, Producers Workshop, Лос-Анджелес.
- Смикшировано на студии Producers Workshop, Лос-Анджелес (механизмы — John Stephens)
- Ассистенты производства — Fundador Roman, Scott Anderson, Kris Bennett, Donna Dobbs
- Консультант по алкоголю — Joe Gannon
- Оформление — Richard Seireeni, Rod Dyer
- Фотография — Richard Seireeni
- Портреты Элиса — Terry O’Neil
- Элис играет самого себя
- Тотальное никуда не годное руководство: Alive Enterprises при участии Shep Gordon